# Willy Chatiliez
Willy Tomás Chatiliez (Santiago, Chile; 26 de marzo de 2005) es un futbolista chileno que juega como extremo en el club Sociedad Deportiva Huesca de la Segunda División de España.

## Trayectoria
De padre francés y madre chilena, Chatiliez se trasladó a España a la edad de nueve años. Realizó su debut profesional en 2023, en la filial del CE Europa.
Luego, tendría un paso por el Club de Fútbol Badalona de la Tercera Federación, para luego firmar en 2024 por el SD Huesca, sumando minutos inicialmente por la filial del equipo.  Hizo su debut con el primer equipo el 30 de octubre de ese año, en la victoria como local por 2-0 sobre el CF Badalona Futur, por la Copa del Rey 2024-25 . 
Chatiliez hizo su debut en liga el 17 de noviembre de 2024, entrando como suplente en el segundo tiempo en la derrota por 1-0 ante el FC Cartagena .  

## Clubes
| Club        | País   | Año           |
| ----------- | ------ | ------------- |
| CE Europa B | España | 2022-2023     |
| Badalona    | España | 2024          |
| Huesca B    | España | 2024-2025     |
| Huesca      | España | 2024-presente |